# Cindy Roleder
Cindy Roleder (Chemnitz, 21 augustus 1989) is een atleet uit Duitsland.
Op de Olympische Zomerspelen van Londen in 2012 liep Roleder de 100 meter horden voor Duitsland. Ze werd zesde in de halve finale. Op de Olympische Zomerspelen van Rio de Janeiro in 2016 haalde ze de finale wel, en werd ze vijfde.
In 2015 behaalde Roleder een zilveren medaille op de Wereldkampioenschappen atletiek 2015.
Bij de Europese kampioenschappen atletiek 2016 werd Roleder Europees kampioene op de 100 meter horden, in 2011, 2015, 2016 en 2019 werd ze nationaal kampioene van Duitsland.
- World Athletics: 14279423